# Robert J. Wilke
Robert J. Wilke (Cincinnati, 18 maggio 1914 – Los Angeles, 28 marzo 1989) è stato un attore e stuntman statunitense.
Recitò in 200 film dal 1936 al 1981 e apparve in un centinaio di produzioni televisive dal 1951 al 1981, accreditato anche con i nomi Bob Wilke, Robert Wilke, Bob Wilkie e Robert Wilkie. È noto soprattutto per i suoi ruoli di cattivi, principalmente nel western.

## Biografia

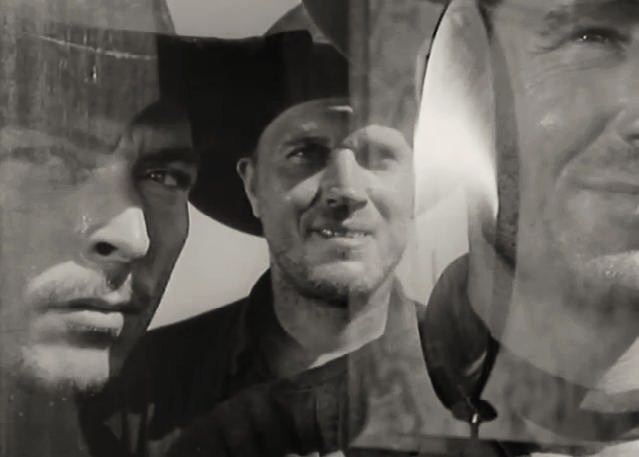
Robert J. Wilke (al centro) con Lee Van Cleef (a sinistra) e Sheb Wooley (a destra) in Mezzogiorno di fuoco (1952)

Robert J. Wilke nacque a Cincinnati, in Ohio, il 18 maggio 1914. Iniziò come stuntman nei primi anni 30 e la sua prima apparizione, non accreditata, avvenne nel film San Francisco (1936). Ben presto cominciò ad ottenere parti più o meno regolari, soprattutto nel ruolo dello scagnozzo o dell'antagonista e lasciò il segno, quando, insieme a Lee Van Cleef e Sheb Wooley, interpretò Jim Pierce, uno dei tre uomini in attesa alla stazione in Mezzogiorno di fuoco (1952). Continuò la sua carriera di attore specializzandosi nel genere western e interpretando nella maggior parte dei casi la parte del villain. Nel 1960 apparve nel breve ruolo dello sfrontato Wallace, l'uomo che perde la sfida al lancio del coltello con Britt (James Coburn) nel film I magnifici sette.
Al di fuori del western, Wilke venne scritturato per film come Da qui all'eternità (1953) e Ventimila leghe sotto i mari (1954), nel quale ebbe il ruolo del primo ufficiale del Nautilus, destinato a rimanere ucciso nel combattimento corpo a corpo col protagonista Ned Land (interpretato da Kirk Douglas) in una memorabile sequenza: Wilke qui impersonò eccezionalmente un personaggio non propriamente malvagio, ma pur sempre orgoglioso e freddo, concitato solo nella scena in cui egli avverte il capitano Nemo che un calamaro gigante si sta avvicinando al sottomarino.
Numerose le sue apparizioni come guest star nelle serie televisive degli anni cinquanta e sessanta: fu accreditato otto volte tra il 1951 e il 1953 per la serie western Le avventure di Rex Rider, cinque volte in Bonanza, quattro volte in Carovane verso il West e Death Valley Days e tre volte ne Gli uomini della prateria, Cisco Kid, Tombstone Territory e Daniel Boone. Nel 1965 interpretò il ruolo dello sceriffo Sam Corbett, uno dei personaggi ricorrenti nella serie western La leggenda di Jesse James. Wilke fu un ottimo giocatore di golf, eccellendo tra le celebrità di Hollywood in questa disciplina sportiva. Morì di cancro a 74 anni, a Los Angeles, in California, il 28 marzo 1989, e fu cremato.

## Filmografia

### Attore

#### Cinema

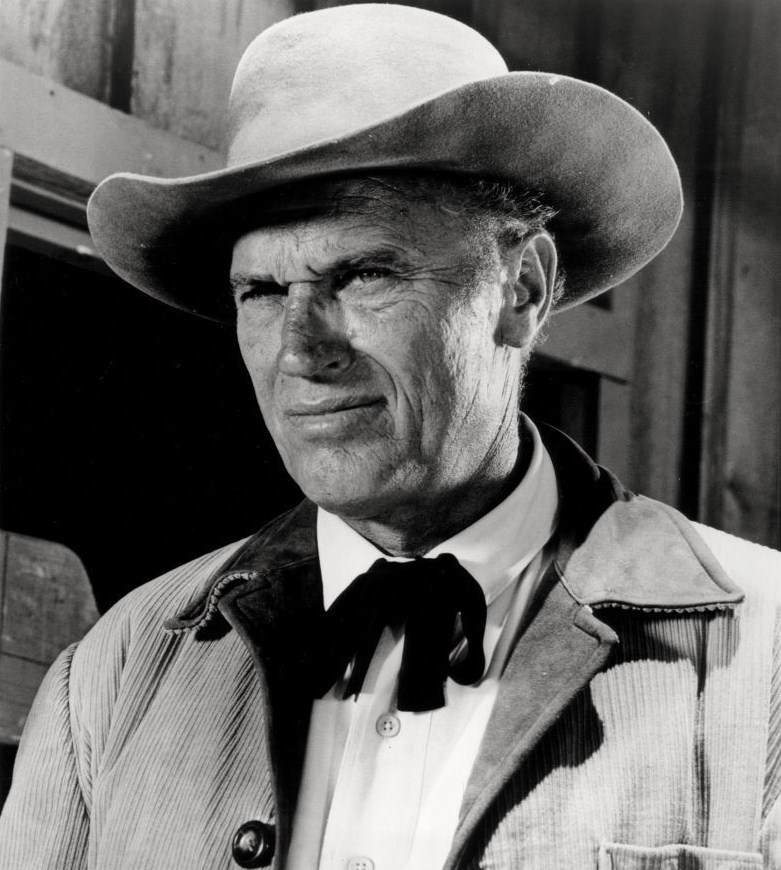
Robert J. Wilke nella serie televisiva antologica Death Valley Days (1966)

- San Francisco, regia di W. S. Van Dyke (1936)
- That Man's Here Again, regia di Louis King (1937)
- San Quentin, regia di Lloyd Bacon (1937)
- SOS Coast Guard, regia di Alan James e William Witney (1937)
- I falsari (Renfrew of the Royal Mounted), regia di Albert Herman (1937)
- Decathlon Champion: The Story of Glenn Morris, regia di Felix E. Feist – cortometraggio (1937)
- L'accusatore segreto (International Crime), regia di Charles Lamont (1938)
- The Fighting Devil Dogs, regia di John English e William Witney (1938)
- Rhythm of the Saddle, regia di George Sherman (1938)
- Come On, Rangers, regia di Joseph Kane (1938)
- Woman Doctor, regia di Sidney Salkow (1939)
- Star Reporter, regia di Howard Bretherton (1939)
- Mexicali Rose, regia di George Sherman (1939)
- Street of Missing Men, regia di Sidney Salkow (1939)
- La strage di Alamo (Man of Conquest), regia di George Nicholls Jr. (1939)
- S.O.S. Tidal Wave, regia di John H. Auer (1939)
- Daredevils of the Red Circle, regia di John English e William Witney (1939)
- In Old Monterey, regia di Joseph Kane (1939)
- Jeepers Creepers, regia di Frank McDonald (1939)
- Rovin' Tumbleweeds, regia di George Sherman (1939)
- In Old Missouri, regia di Frank McDonald (1940)
- The Crooked Road, regia di Phil Rosen (1940)
- Grand Ole Opry, regia di Frank McDonald (1940)
- Adventures of Red Ryder, regia di John English e William Witney (1940)
- Hit Parade of 1941, regia di John H. Auer (1940)
- Michael Shayne: investigatore privato (Michael Shayne: Private Detective), regia di Eugene Forde (1940)
- Country Fair, regia di Frank McDonald (1941)
- Power Dive, regia di James P. Hogan (1941)
- Sierra Sue, regia di William Morgan (1941)
- Dick Tracy vs. Crime, Inc., regia di John English e William Witney (1941)
- Spy Smasher, regia di William Witney (1942)
- Bells of Capistrano, regia di William Morgan (1942)
- The Masked Marvel, regia di Spencer Gordon Bennet (1943)
- Overland Mail Robbery, regia di John English (1943)
- Pistol Packin' Mama, regia di Frank Woodruff (1943)
- California Joe, regia di Spencer Gordon Bennet (1943)
- Whispering Footsteps, regia di Howard Bretherton (1943)
- I conquistatori dei sette mari (The Fighting Seabees), regia di Edward Ludwig (1944)
- Captain America, regia di Elmer Clifton e John English (1944)
- Beneath Western Skies, regia di Spencer Gordon Bennet (1944)
- Hidden Valley Outlaws, regia di Howard Bretherton (1944)
- Rosie the Riveter, regia di Joseph Santley (1944)
- Cowboy and the Senorita, regia di Joseph Kane (1944)
- The Tiger Woman, regia di Spencer Gordon Bennet e Wallace Grissell (1944)
- The Yellow Rose of Texas, regia di Joseph Kane (1944)
- Marshal of Reno, regia di Wallace Grissell (1944)
- Call of the Rockies, regia di Lesley Selander (1944)
- Bordertown Trail, regia di Lesley Selander (1944)
- The San Antonio Kid, regia di Howard Bretherton (1944)
- Haunted Harbor, regia di Spencer Gordon Bennet e Wallace Grissell (1944)
- Stagecoach to Monterey, regia di Lesley Selander (1944)
- Cheyenne Wildcat, regia di Lesley Selander (1944)
- Code of the Prairie, regia di Spencer Gordon Bennet (1944)
- Sheriff of Sundown, regia di Lesley Selander (1944)
- Vigilantes of Dodge City, regia di Wallace Grissell (1944)
- La frusta nera di Zorro (Zorro's Black Whip), regia di Spencer Gordon Bennet e Wallace Grissell (1944)
- Faces in the Fog, regia di John English (1944)
- Firebrands of Arizona, regia di Lesley Selander (1944)
- The Big Bonanza, regia di George Archainbaud (1944)
- Sheriff of Las Vegas, regia di Lesley Selander (1944)
- The Topeka Terror (1945)
- Great Stagecoach Robbery (1945)
- Sheriff of Cimarron (1945)
- Earl Carroll Vanities (1945)
- Corpus Christi Bandits (1945)
- Lone Texas Ranger (1945)
- Santa Fe Saddlemates (1945)
- Bells of Rosarita (1945)
- The Chicago Kid (1945)
- Man from Oklahoma (1945)
- Trail of Kit Carson (1945)
- Hitchhike to Happiness (1945)
- The Purple Monster Strikes (1945)
- Bandits of the Badlands (1945)
- Sunset in El Dorado (1945)
- Rough Riders of Cheyenne (1945)
- The Daltons Ride Again (1945)
- The Phantom Rider (1946)
- Roaring Rangers (1946)
- La terra dei senza legge (Badman's Territory) (1946)
- The Catman of Paris (1946)
- La contessa di Montecristo (The Wife of Monte Cristo), regia di Edgar G. Ulmer (1946)
- King of the Forest Rangers (1946)
- Passkey to Danger (1946)
- Traffic in Crime (1946)
- Tutta la città ne sparla (Rendezvous with Annie) (1946)
- Daughter of Don Q (1946)
- The Inner Circle (1946)
- Frac e cravatta bianca (White Tie and Tails) (1946)
- The Crimson Ghost (1946)
- Out California Way (1946)
- The Pilgrim Lady (1947)
- I briganti (The Michigan Kid) (1947)
- The Ghost Goes Wild (1947)
- West of Dodge City (1947)
- Twilight on the Rio Grande (1947)
- Addio all'esercito (Buck Privates Come Home) (1947)
- Law of the Canyon (1947)
- Il ritorno dei vigilanti (The Vigilantes Return) (1947)
- Web of Danger (1947)
- Blackmail (1947)
- The Black Widow (1947)
- Last Days of Boot Hill (1947)
- Six-Gun Law (1948)
- G-Men Never Forget (1948)
- Il naufragio dell'Hesperus (The Wreck of the Hesperus) (1948)
- West of Sonora (1948)
- Dangers of the Canadian Mounted (1948)
- Carson City Raiders (1948)
- La signora del fiume (River Lady) (1948)
- Daredevils of the Clouds (1948)
- Un sudista del Nord (A Southern Yankee) (1948)
- Trail to Laredo (1948)
- Desperadoes of Dodge City (1948)
- Sundown in Santa Fe (1948)
- Homicide for Three (1948)
- Federal Agents vs. Underworld, Inc. (1949)
- Il doppio segno di Zorro (Ghost of Zorro) (1949)
- Death Valley Gunfighter (1949)
- Laramie (1949)
- The Wyoming Bandit (1949)
- Flaming Fury (1949)
- The James Brothers of Missouri (1949)
- Post Office Investigator (1949)
- Coyote Canyon (1949)
- French Fried Frolic (1949)
- The Traveling Saleswoman (1950)
- The Blonde Bandit (1950)
- Mule Train (1950)
- Bill il sanguinario (The Kid from Texas) (1950)
- Twilight in the Sierras (1950)
- Outcasts of Black Mesa (1950)
- Kill the Umpire (1950)
- Beyond the Purple Hills (1950)
- L'aquila del deserto (The Desert Hawk) (1950)
- Across the Badlands (1950)
- Frontier Outpost (1950)
- La valle della vendetta (Vengeance Valley) (1951)
- Saddle Legion (1951)
- Gunplay (1951)
- No Questions Asked (1951)
- Il magnifico fuorilegge (Best of the Badmen) (1951)
- Cyclone Fury (1951)
- Il suo tipo di donna (His Kind of Woman) (1951)
- Pistol Harvest (1951)
- Piombo rovente (Hot Lead) (1951)
- Avamposto telegrafico (Overland Telegraph) (1951)
- La città del piacere (The Las Vegas Story) (1952)
- Torce rosse (Indian Uprising) (1952)
- Road Agent (1952)
- Laramie Mountains (1952)
- Carabina Williams (Carbine Williams) (1952)
- Mezzogiorno di fuoco (High Noon) (1952)
- Hellgate - Il grande inferno (Hellgate) (1952)
- Cattle Town (1952)
- Fargo - La valle dei desperados (Fargo) (1952)
- Wyoming Roundup (1952)
- The Maverick (1952)
- Frustateli senza pietà (Cow Country), regia di Lesley Selander (1953)
- Sangue sul fiume (Powder River) (1953)
- La freccia insanguinata (Arrowhead) (1953)
- Da qui all'eternità (From Here to Eternity) (1953)
- Pantera rossa (War Paint) (1953)
- Una pistola che canta (The Lone Gun) (1954)
- Terra lontana (The Far Country) (1954)
- Two Guns and a Badge (1954)
- Ventimila leghe sotto i mari (20000 Leagues Under the Sea) (1954)
- Segnale di fumo (Smoke Signal) (1955)
- La straniera (Strange Lady in Town) (1955)
- Canne infuocate (Shotgun) (1955)
- Il figlio di Sinbad (Son of Sinbad) (1955)
- Wichita (1955)
- Tarantola (Tarantula) (1955)
- I corsari del grande fiume (The Rawhide Years) (1955)
- Il cavaliere senza volto (The Lone Ranger) (1956)
- La frustata (Backlash) (1956)
- Il marchio del bruto (Raw Edge) (1956)
- Canyon River (1956)
- Il re vagabondo (The Vagabond King) (1956)
- Il vendicatore dell'Arizona (Gun the Man Down) (1956)
- Come le foglie al vento (Written on the Wind) (1956)
- Una calda notte d'estate (Hot Summer Night) (1957)
- Passaggio di notte (Night Passage) (1957)
- Il trapezio della vita (The Tarnished Angels) (1957)
- Ritorno a Warbow (Return to Warbow) (1958)
- Dove la terra scotta (Man of the West) (1958)
- Gangster, amore e... una Ferrari (Never Steal Anything Small) (1959)
- Spartacus (1960)
- I magnifici sette (The Magnificent Seven) (1960)
- The Long Rope (1961)
- La grande rapina di Boston (Blueprint for Robbery) (1961)
- Furia del West (The Gun Hawk) (1963)
- Elettroshock (Shock Treatment) (1964)
- Destino in agguato (Fate Is the Hunter) (1964)
- La carovana dell'alleluia (The Hallelujah Trail) (1965)
- I morituri (1965)
- Smoky, regia di George Sherman (1966)
- L'investigatore (Tony Rome) (1967)
- Non stuzzicate i cowboys che dormono (The Cheyenne Social Club), regia di Gene Kelly (1970)
- Quattro tocchi di campana (A Gunfight) (1971)
- Settimo potere (The Resurrection of Zachary Wheeler) (1971)
- Mai con la luna piena (The Boy Who Cried Werewolf) (1973)
- Vivo quanto basta per ammazzarti! (Santee) (1973)
- I giorni del cielo (Days of Heaven) (1978)
- The Great Monkey Rip-Off (1979)
- The Sweet Creek County War (1979)
- Stripes - Un plotone di svitati (Stripes) (1981)

#### Televisione
- Red Ryder – serie TV, un episodio (1951)
- The Range Rider – serie TV, 8 episodi (1951-1952)
- Le avventure di Gene Autry (The Gene Autry Show) – serie TV, 4 episodi (1950-1952)
- Sky King – serie TV, un episodio (1952)
- Il cavaliere solitario (The Lone Ranger) – serie TV, 3 episodi (1950-1952)
- Gianni e Pinotto (The Abbott and Costello Show) – serie TV, episodio 2x01 (1953)
- Le inchieste di Boston Blackie (Boston Blackie) – serie TV, episodio 2x20 (1953)
- Cisco Kid (The Cisco Kid) – serie TV, 3 episodi (1952-1953)
- Cowboy G-Men – serie TV, 2 episodi (1952-1953)
- The Roy Rogers Show – serie TV, 4 episodi (1952-1953)
- Adventures of Superman – serie TV, un episodio (1954)
- Four Star Playhouse – serie TV, 2 episodi (1954-1955)
- Lassie – serie TV, un episodio (1956)
- Screen Directors Playhouse – serie TV, episodio 1x29 (1956)
- Cavalcade of America – serie TV, un episodio (1956)
- The Adventures of Jim Bowie – serie TV, un episodio (1957)
- L'uomo ombra (The Thin Man) – serie TV, episodio 1x02 (1957)
- Captain David Grief – serie TV, un episodio (1957)
- The Court of Last Resort – serie TV, episodio 1x13 (1958)
- The Lineup – serie TV, 3 episodi (1955-1958)
- Colt .45 – serie TV, un episodio (1958)
- Man Without a Gun – serie TV, un episodio (1958)
- The Walter Winchell File – serie TV, un episodio (1958)
- Cimarron City – serie TV, episodio 1x05 (1958)
- Disneyland – serie TV, 4 episodi (1957-1958)
- The Rifleman – serie TV, 2 episodi (1958-1959)
- The Third Man – serie TV, un episodio (1959)
- U.S. Marshal – serie TV, 2 episodi (1959)
- Zorro – serie TV, 4 episodi (1959)
- Schlitz Playhouse of Stars – serie TV, 4 episodi (1955-1959)
- The Deputy – serie TV, un episodio (1959)
- Wichita Town – serie TV, episodio 1x03 (1959)
- Lo sceriffo indiano (Law of the Plainsman) – serie TV, episodio 1x07 (1959)
- Bat Masterson – serie TV, 2 episodi (1958-1959)
- Ricercato vivo o morto (Wanted: Dead or Alive) – serie TV, episodi 1x34-2x05-2x13 (1959)
- Lawman – serie TV, 3 episodi (1958-1959)
- Tombstone Territory – serie TV, 3 episodi (1957-1959)
- L'uomo e la sfida (The Man and the Challenge) – serie TV, episodio 1x15 (1959)
- Overland Trail – serie TV, un episodio (1960)
- Cheyenne – serie TV, 5 episodi (1955-1960)
- Peter Gunn – serie TV, episodio 2x24 (1960)
- The Texan – serie TV, 4 episodi (1959-1960)
- The Slowest Gun in the West – film TV (1960)
- Bourbon Street Beat – serie TV, 3 episodi (1959-1960)
- Avventure lungo il fiume (Riverboat) – serie TV, 2 episodi (1960)
- Scacco matto (Checkmate) – serie TV, episodio 1x07 (1960)
- The Westerner – serie TV, un episodio (1960)
- Tales of Wells Fargo – serie TV, 2 episodi (1958-1960)
- Carovana (Stagecoach West) – serie TV, episodio 1x15 (1961)
- The Tall Man – serie TV, un episodio (1961)
- Avventure in paradiso (Adventures in Paradise) – serie TV, episodio 2x24 (1961)
- Outlaws – serie TV, episodio 2x05 (1961)
- Frontier Circus – serie TV, un episodio (1961)
- King of Diamonds – serie TV, un episodio (1962)
- Maverick – serie TV, 2 episodi (1960-1962)
- Bronco – serie TV, un episodio (1962)
- The Dick Powell Show – serie TV, 2 episodi (1961-1962)
- Corruptors (Target: The Corruptors) – serie TV, episodio 1x35 (1962)
- The Beachcomber – serie TV, 2 episodi (1962)
- Gli intoccabili (The Untouchables) – serie TV, 3 episodi (1961-1962)
- Sam Benedict – serie TV, 2 episodi (1962)
- Ripcord – serie TV, episodio 2x31 (1963)
- Gli uomini della prateria (Rawhide) – serie TV, 3 episodi (1961-1963)
- Have Gun - Will Travel – serie TV, 5 episodi (1958-1963)
- Dakota (The Dakotas) – serie TV, episodio 1x06 (1963)
- Indirizzo permanente (77 Sunset Strip) – serie TV, un episodio (1963)
- Laramie – serie TV, 7 episodi (1959-1963)
- Carovane verso il West (Wagon Train) – serie TV, 4 episodi (1960-1963)
- The Greatest Show on Earth – serie TV, episodio 1x03 (1963)
- Perry Mason – serie TV, un episodio (1963)
- Io e i miei tre figli (My Three Sons) – serie TV, 2 episodi (1962-1963)
- The Lucy Show – serie TV, un episodio (1964)
- Il virginiano (The Virginian) – serie TV, 2 episodi (1964)
- La leggenda di Jesse James (The Legend of Jesse James) – serie TV, 2 episodi (1965-1966)
- Death Valley Days – serie TV, 5 episodi (1962-1966)
- Il fuggiasco (The Fugitive) – serie TV, un episodio (1966)
- The Monroes – serie TV, un episodio (1967)
- Rango – serie TV, episodio 1x12 (1967)
- Gunsmoke – serie TV, 7 episodi (1958-1967)
- Cimarron Strip – serie TV, 2 episodi (1967)
- Selvaggio west (The Wild Wild West) – serie TV, episodio 3x16 (1967)
- Tarzan – serie TV, 3 episodi (1966-1968)
- Daniel Boone – serie TV, 3 episodi (1965-1968)
- Lancer – serie TV, episodio 1x03 (1968)
- Il grande teatro del West (The Guns of Will Sonnett) – serie TV, 2 episodi (1967-1968)
- Sui sentieri del West (The Outcasts) – serie TV, episodio 1x18 (1969)
- La mano della vendetta (The Desperate Mission) – film TV (1969)
- Bonanza – serie TV, 5 episodi (1960-1969)
- The Most Deadly Game – serie TV, un episodio (1970)
- They Call It Murder – film TV (1971)
- A tutte le auto della polizia (The Rookies) – serie TV, un episodio (1972)
- Kung Fu – serie TV, un episodio (1973)
- Starsky & Hutch (Starsky and Hutch) – serie TV, un episodio (1976)
- Racconti della frontiera (The Quest) – serie TV, un episodio (1976)
- Alla conquista del West (How the West Was Won) – serie TV, un episodio (1978)
- Wild and Wooly – film TV (1978)
- Dallas – serie TV, un episodio (1979)
- The Texas Rangers – film TV (1981)
- Truck Driver (B.J. and the Bear) – serie TV, 3 episodi (1979-1981)

### Produttore
- The Great Monkey Rip-Off (1979)

## Doppiatori italiani
- Manlio Busoni in Ventimila leghe sotto i mari
- Renato Turi in Terra lontana
- Cesare Polacco in Come le foglie al vento
- Gualtiero De Angelis in I magnifici sette
- Sergio Fiorentini in I giorni del cielo
- Luigi Pavese in Wichita